# Бабе (национальный парк)
Бабе — национальный парк во Вьетнаме.

## Физико-географическая характеристика
Парк находится в 240 км от Ханоя, в 61 км от Баккана и в 18 км от Тёры (вьет. Chợ Rã).
Название парка переводится как «три залива» и означает три озера, связанных между собой. Общая длина озёр составляет 8 км, а ширина — 400 м. Два озёра соединяются проливом шириной 100 метров, зажатым между скалами, который имеет название Бекам. Озера носят названия Пелам, Пелу, Пеленг, а все вместе образуют озеро Бабе, расположенное на высоте 145 метров над уровнем моря (по другим данным — 178 метров) и имеющее глубину 20-25 метров в среднем и 35 метров в своей глубокой части (по другим данным максимальная глубина составляет 29 метров). Озеро питается водами рек Тахан, Намкыонг и Нанг, на нём расположено множество мелких островов.

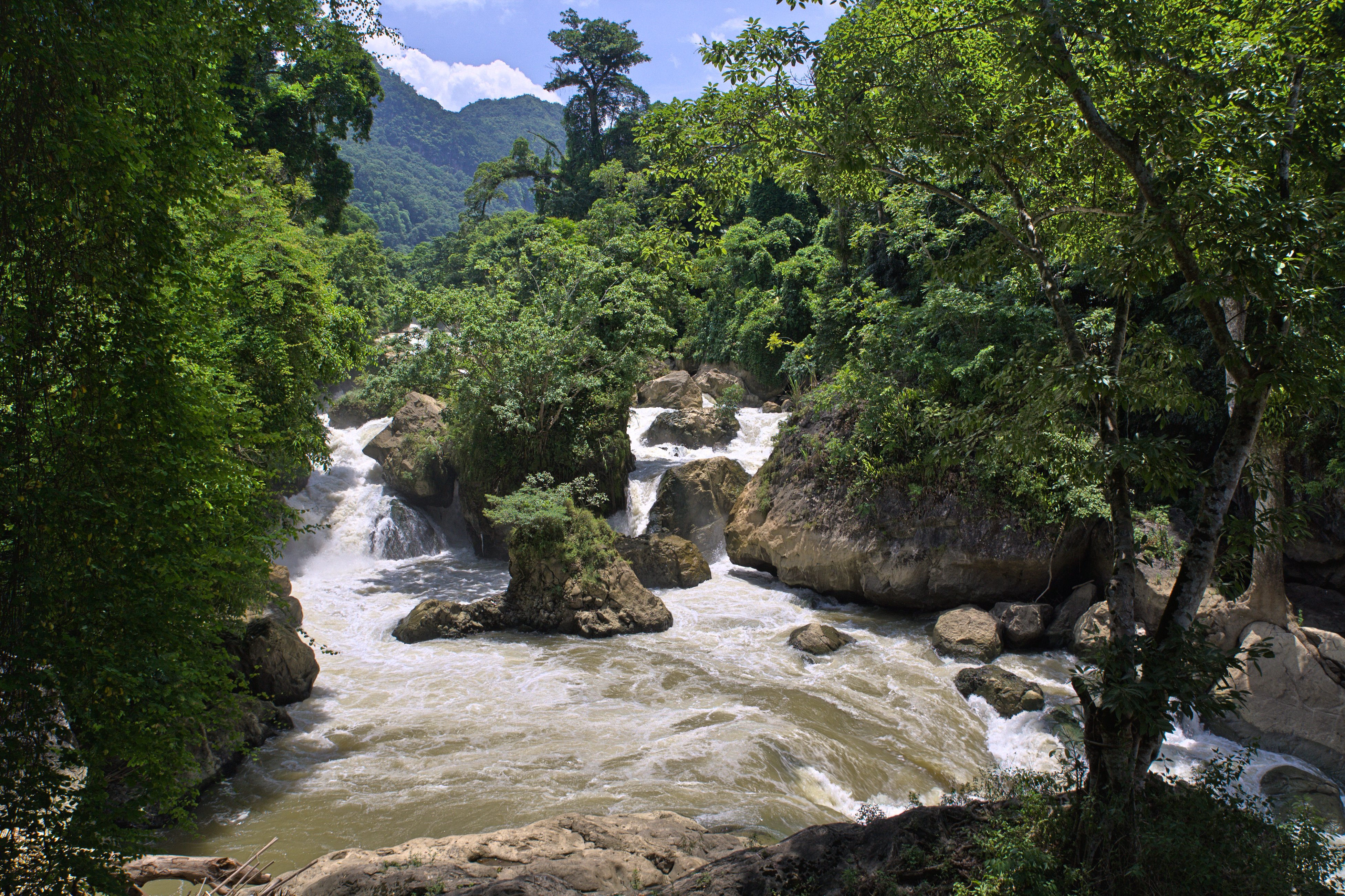
Водопад Дауданг

По территории парка протекает река Нанг, которая несёт свои воды из Китая и принимает воды озера Бабе (позднее впадает в реку Ло). Пещера Пуонг длиной 300 метров и высотой 40 м образована течением реки Нанг у подножия горы Лунгням. Также на реке Нанг в 3 км от озера Бабе находится каскадный водопад Даузанг. Чистые воды озера и красноватые воды реки легко различимы, а на месте их слияния стоит пост смотрителей парка из белого кирпича.
Высота над уровнем моря поднимается до 1098 метров.

## Флора и фауна
На территории парка произрастает более 550 видов растений. Растительный мир в основном представлен известняковыми и вечнозелёными лесами, произрастающими на крутых горных склонах с тонким слоем почвы. Основными видами являются Burretiodendron hsienmu семейства липовых и Streblus tonkinensis семейства тутовых. Среди бамбуковых есть региональный эндемик.
На территории парка обитает 65 видов млекопитающих, 353 вида бабочек, 233 вида птиц, 106 видов рыб, 8 видов черепах. Многообразие видов включает северовьетнамского тритона (Paramesotriton deloustali), тёмного тигрового питона (Python bivittatus), хохлатого змееяда (Spilornis cheela), хохлатого осоеда (Pernis ptilorhynchus). Среди млекопитающих парка встречаются китайский ящер (Manis pentadactyla), медленный лори (Nycticebus coucang), макак-резус (Macaca mulatta), медвежий макак (Macaca arctoides), тонкинский гульман (Trachypithecus francoisi), гималайский медведь (Ursus thibetanus), выдра (Lutra lutra), цивета Оустона (Chrotogale owstoni), кошка Темминка (Catopuma temminckii), Capricornis milneedwardsii, гигантская летяга (Petaurista petaurista), двухцветная летяга (Hylopetes alboniger), волосатоногая летяга (Belomys pearsonii).
В пещере Пуонг обитает 18 видов летучих мышей общей численностью в несколько тысяч. Всего на территории парка обитает 27 видов летучих мышей.

## Взаимодействие с человеком
Национальный парк Бабе был образован в 1992 году и стал восьмым национальным парком страны. В регионе расположено 13 деревень, принадлежащих таи, яо и хмонгам. На территории парка запрещена охота. Ведутся работы по уменьшению вырубки леса местными жителями, кроме того, для них разрешено рыболовство. Наиболее популярный туристический маршрут включает путешествие по реке Нанг, посещение пещеры Пуонг, деревни таи Камха, знаменитой местными каноэ (вьет. độc mộc), лагуны Аотьен и рыбалку на одном из островов озера. В 2003 году парк посетили 8733 туриста.
С 2011 года территория парка включена в список водно-болотных угодий, охраняемых Рамсарской конвенцией.